# TeamForge
TeamForge, anciennement SourceForge, est un logiciel permettant de déployer un service d'hébergement de projets de développement de logiciels collaboratifs (aussi appelé forge logicielle). 
Initialement développé sous forme de logiciel libre, il fournissait une interface unifiée à toute une batterie d'applications serveur et intégrait plusieurs logiciels libres dont Mailman, CVS ou Subversion.
Il a servi à la mise en œuvre de l'infrastructure du service SourceForge.net, et était produit par VA Software, désormais Geeknet.
Il fut privatisé par VA Software, mais une partie du code initial subsista sous forme libre à travers des forks, dans différents logiciels libres comme Savannah, Gforge ou FusionForge, ou privés comme Codex, redevenu libre en tant que Codendi.
La dernière version propriétaire de ce logiciel est commercialisée aujourd'hui par CollabNet sous la marque TeamForge, précédemment SourceForge Enterprise Edition.